# 138
138（百三十八、ひゃくさんじゅうはち）は自然数、また整数において、137の次で139の前の数である。

## 性質
- 138は合成数であり、約数は 1, 2, 3, 6, 23, 46, 69 と 138 である。
  - 約数の和は288。
    - 自身138を除く約数の和は150になる31番目の過剰数である。1つ前は132、次は140。
- 138 = 2 × 3 × 23
  - 11番目の楔数である。1つ前は130、次は154。
  - 素因数の和が完全数になる2番目の数である。1つ前は115、次は187。
- 4つの連続する素数の和で表せる10番目の数である。1つ前は120、次は152。
138 = 29 + 31 + 37 + 41
- 約数の和が138になる数は1個ある。(137) 約数の和1個で表せる32番目の数である。1つ前は133、次は150。
- 各位の和が12になる9番目の数である。1つ前は129、次は147。
- 各位の積が各位の和の2倍になる4番目の数である。1つ前は63、次は145。(オンライン整数列大辞典の数列 A062034)
- 各位の立方和が540になる最小の数である。次は183。(オンライン整数列大辞典の数列 A055012)
  - 各位の立方和が n になる最小の数である。1つ前の539は38、次の541は1138。(オンライン整数列大辞典の数列 A165370)
- 138 = 12 + 42 + 112 = 52 + 72 + 82
  - 3つの平方数の和2通りで表せる30番目の数である。1つ前は137、次は139。(オンライン整数列大辞典の数列 A025322)
  - 異なる3つの平方数の和2通りで表せる16番目の数である。1つ前は131、次は141。(オンライン整数列大辞典の数列 A025340)
  - 138 = 52 + 72 + 82
    - n = 2 のときの 5n + 7n + 8n の値とみたとき1つ前は20、次は980。(オンライン整数列大辞典の数列 A074574)
- n = 138 のとき n と n + 1 を並べた数を作ると素数になる。n と n + 1 を並べた数が素数になる20番目の数である。1つ前は126、次は150。(オンライン整数列大辞典の数列 A030457)

## その他138に関連すること
- 西暦138年
- ツインアーチ138 - 愛知県一宮市にある。
- 年始から数えて138日目は5月18日、閏年は5月17日。
- FOXのアニメ「ザ・シンプソンズ」の138話目のサブタイトルの原題が「The Simpsons 138th Episode Spectacular」（邦題：永久保存版！「ザ・シンプソンズ」の秘密 ）。放送138回を記念して、未公開映像などが公開された。
- 第138代ローマ教皇はグレゴリウス5世（在位：996年5月3日～999年2月18日）である。